# Хо Ми Ми
Хо Ми Ми (кор. 허미미,; род. 19 декабря 2002, Эдогава) — корейская дзюдоистка, выступающая в весовой категории до 57 кг. Серебряный призёр летних Олимпийских игр 2024 года, чемпионка мира 2024 года, серебряный призёр чемпионата Азии по дзюдо 2024 года. Победительница двух турниров Большого шлема в Абу-Даби и Тбилиси (2022 год). Чемпионка летней Универсиады 2021 года.

## Биография
Хо Ми Ми родилась 19 декабря 2002 года. 

## Карьера
В 2021 году она выиграла золото в категории до 57 кг и бронзу в смешанном командном турнире на летней Универсиаде в Чэнду. 
В 2022 году стала победительницей двух турниров из серии Большого шлема в Абу-Даби и Тбилиси. 
В апреле 2022 года, в Гонконге, выступила на взрослом чемпионате Азии, в категории до 57 кг и завоевала серебряную медаль. В финале уступила сопернице из Монголии Энхрийлэн Лхагватогоогийн.
Весной 2024 года на предолимпийском чемпионате мира, который состоялся в Объединённых Арабских Эмиратах, Хо впервые в карьере завоевала чемпионский титул, победив в финале именитую спортсменку из Канады Кристу Дегучи.
На летних Олимпийских играх 2024 года в Париже в категории до 57 кг Хо Ми-ми завоевала серебряную медаль, уступив в финале канадской спортсменке Кристу Дегучи.